# Beaumont (cràter)

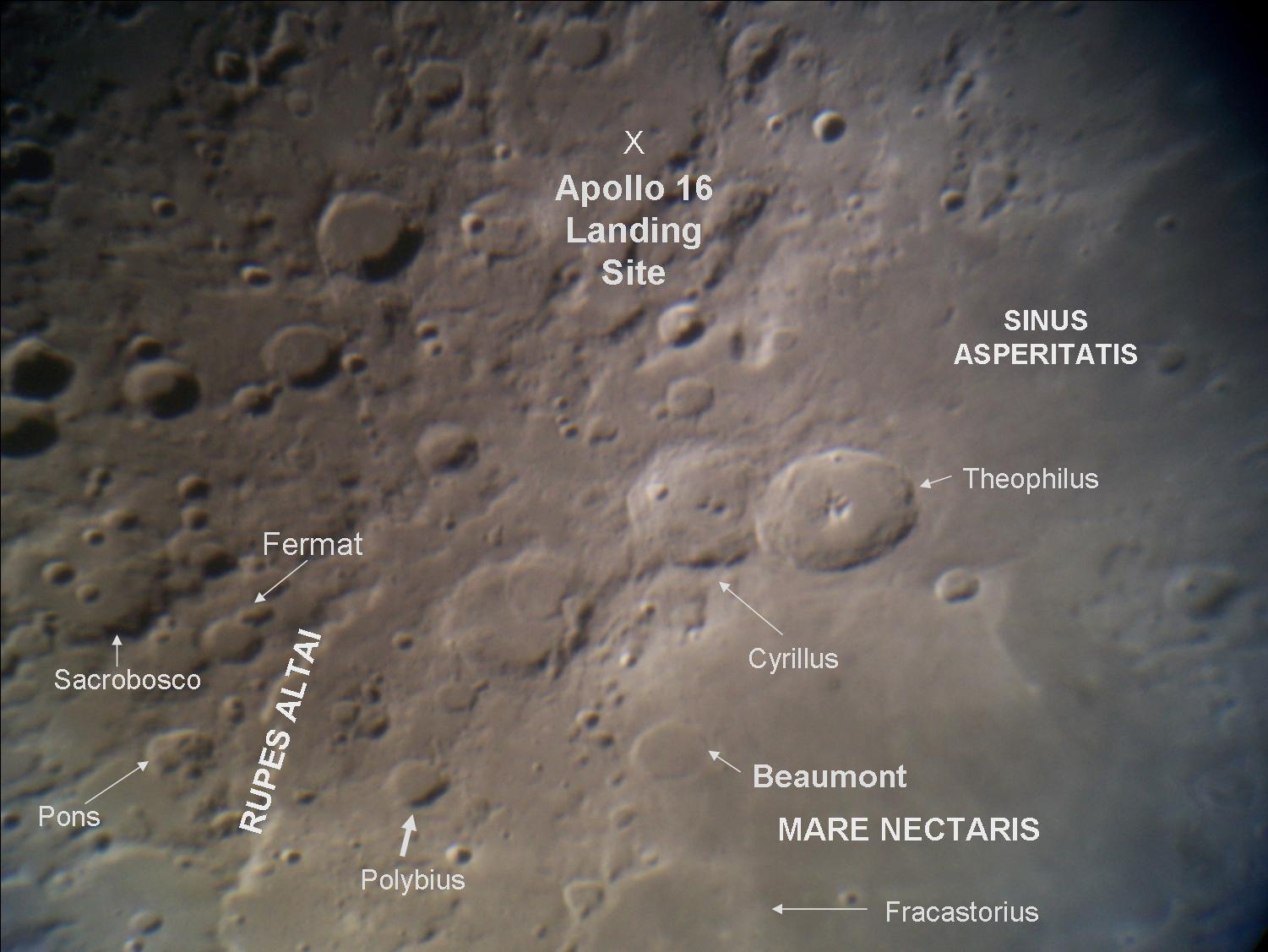
Localització de Beaumont (a baix-centre)

Beaumont és un cràter d'impacte lunar inundat de lava, situat en la costa sud-oest de la Mare Nectaris. Es troba al nord-oest del cràter Fracastorius també inundat per la lava d'una forma similar. A l'oest es troba el destacat cràter Caterina.
|  |  |
|  |  |

La vora de Beaumont presenta una obertura en l'est, per on la lava procedent de la Mare Nectaris va inundar l'interior. Ara només queden restes desgastades de la paret exterior del cràter d'impacte. Si el cràter alguna vegada va posseir un pic central, ja no és visible. La seva superfície conté diversos pujols i petits cràters. Una cresta baixa discorre cap al nord des de la vora del cràter a través de la Mare Nectaris.

## Cràters satèl·lit
Per convenció aquests elements són identificats en els mapes lunars posant la lletra en el costat del punt central del cràter que està més prop de Beaumont.
|          | \| Beaumont \| Coordenades \| Diàmetre \| \| -------- \| ------------------------------------ \| -------- \| \| A \| 16° 18′ S, 27° 42′ E / 16.3°S,27.7°E \| 14 km \| \| B \| 18° 36′ S, 26° 48′ E / 18.6°S,26.8°E \| 16 km \| \| C \| 20° 12′ S, 28° 00′ E / 20.2°S,28.0°E \| 6 km \| \| D \| 17° 00′ S, 26° 12′ E / 17.0°S,26.2°E \| 11 km \| \| E \| 18° 48′ S, 27° 30′ E / 18.8°S,27.5°E \| 18 km \| \| F \| 18° 18′ S, 26° 36′ E / 18.3°S,26.6°E \| 10 km \| \| G \| 20° 18′ S, 27° 06′ E / 20.3°S,27.1°E \| 8 km \| \| H \| 17° 12′ S, 28° 24′ E / 17.2°S,28.4°E \| 6 km \| \| J \| 19° 54′ S, 26° 30′ E / 19.9°S,26.5°E \| 5 km \| \| K \| 17° 30′ S, 30° 06′ E / 17.5°S,30.1°E \| 6 km \| \| L \| 14° 24′ S, 30° 00′ E / 14.4°S,30.0°E \| 4 km \| \| M \| 19° 24′ S, 28° 36′ E / 19.4°S,28.6°E \| 10 km \| \| N \| 16° 54′ S, 27° 42′ E / 16.9°S,27.7°E \| 5 km \| \| P \| 19° 54′ S, 29° 36′ E / 19.9°S,29.6°E \| 17 km \| \| R \| 17° 54′ S, 30° 42′ E / 17.9°S,30.7°E \| 4 km \| |          |
| Beaumont | Coordenades | Diàmetre |
| A        | 16° 18′ S, 27° 42′ E / 16.3°S,27.7°E | 14 km    |
| B        | 18° 36′ S, 26° 48′ E / 18.6°S,26.8°E | 16 km    |
| C        | 20° 12′ S, 28° 00′ E / 20.2°S,28.0°E | 6 km     |
| D        | 17° 00′ S, 26° 12′ E / 17.0°S,26.2°E | 11 km    |
| E        | 18° 48′ S, 27° 30′ E / 18.8°S,27.5°E | 18 km    |
| F        | 18° 18′ S, 26° 36′ E / 18.3°S,26.6°E | 10 km    |
| G        | 20° 18′ S, 27° 06′ E / 20.3°S,27.1°E | 8 km     |
| H        | 17° 12′ S, 28° 24′ E / 17.2°S,28.4°E | 6 km     |
| J        | 19° 54′ S, 26° 30′ E / 19.9°S,26.5°E | 5 km     |
| K        | 17° 30′ S, 30° 06′ E / 17.5°S,30.1°E | 6 km     |
| L        | 14° 24′ S, 30° 00′ E / 14.4°S,30.0°E | 4 km     |
| M        | 19° 24′ S, 28° 36′ E / 19.4°S,28.6°E | 10 km    |
| N        | 16° 54′ S, 27° 42′ E / 16.9°S,27.7°E | 5 km     |
| P        | 19° 54′ S, 29° 36′ E / 19.9°S,29.6°E | 17 km    |
| R        | 17° 54′ S, 30° 42′ E / 17.9°S,30.7°E | 4 km     |